# 乌克 (市级镇)
乌克（羅馬化：Uk）是俄罗斯伊尔库茨克州的工人村（市级镇），属下乌金斯克区，在区行政中心下乌金斯克及州府伊尔库茨克西北方。
名称来自于埃文基语。该地2021年人口有1,411人；2010年人口1,827；2002年人口2,404；1989年人口4,902。